# (4516) Pougovkine
(4516) Pougovkine (désignation internationale (4516) Pugovkin) est un astéroïde de la ceinture principale, découvert le 28 septembre 1973 par Nikolaï Tchernykh à l'observatoire d'astrophysique de Crimée.
Il est nommé d'après Mikhaïl Pougovkine[réf. nécessaire].

## Source
- (en) Cet article est partiellement ou en totalité issu de l’article de Wikipédia en anglais intitulé « 4516 Pugovkin » (voir la liste des auteurs).